# Louis de Lorraine (1704-1711)
Pour les articles homonymes, voir Louis de Lorraine.
Titre
Héritier présomptif 
 des trônes de Lorraine et de Bar
28 janvier 1704 – 10 mai 1711
(7 ans, 3 mois et 12 jours)
Louis de Lorraine (1704-1711), était un prince héritier présomptif des trônes de Lorraine et de Bar.
Il est le cinquième enfant et second fils du duc Léopold Ier de Lorraine et d'Élisabeth-Charlotte d'Orléans. Deux de ses quatre frères et sœurs aînés sont morts au berceau (son frère aîné Léopold né en 1699, meurt en 1700, et sa sœur Louise-Christine, naît en 1701 et meurt la même année).

## Biographie

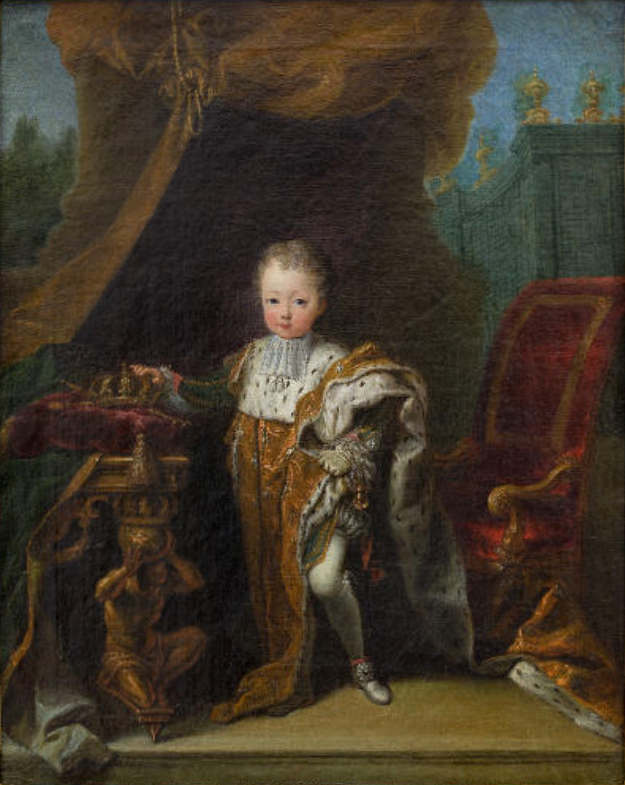
Louis à 6 ans.

Louis naît au château de Lunéville, le 28 janvier 1704, il est le fils de Léopold Ier de Lorraine et de son épouse Élisabeth-Charlotte d'Orléans. Second fils et seul garçon survivant de ses parents il est leur cinquième enfant, à sa naissance, il ne leur reste que leurs filles Élisabeth-Charlotte et Marie-Gabrielle-Charlotte, nées respectivement 1700 et  en 1702.
L'enfant est baptisé le 24 juin 1704.
Louis aura encore trois frères cadets :
- Léopold-Clément, né en 1707, qui deviendra prince héritier à la mort de Louis  et qui mourra à son tour en 1723 ;
- François-Étienne, né en 1708, et qui deviendra l'empereur François Ier du Saint-Empire romain germanique ;
- Charles-Alexandre, né en 1712 (après la mort de Louis), futur gouverneur des Pays-Bas autrichiens.

Il aura également six sœurs cadettes :
- Josèphe Gabrièle (1705 † 1708)
- Gabrièle Louise (1706 † 1709)
- Éléonore (1710 † 1710)
- Élisabeth-Thérèse de Lorraine, future reine de Sardaigne.
- Anne-Charlotte, abbesse
- Une fille morte, peu après sa naissance.

## Décès

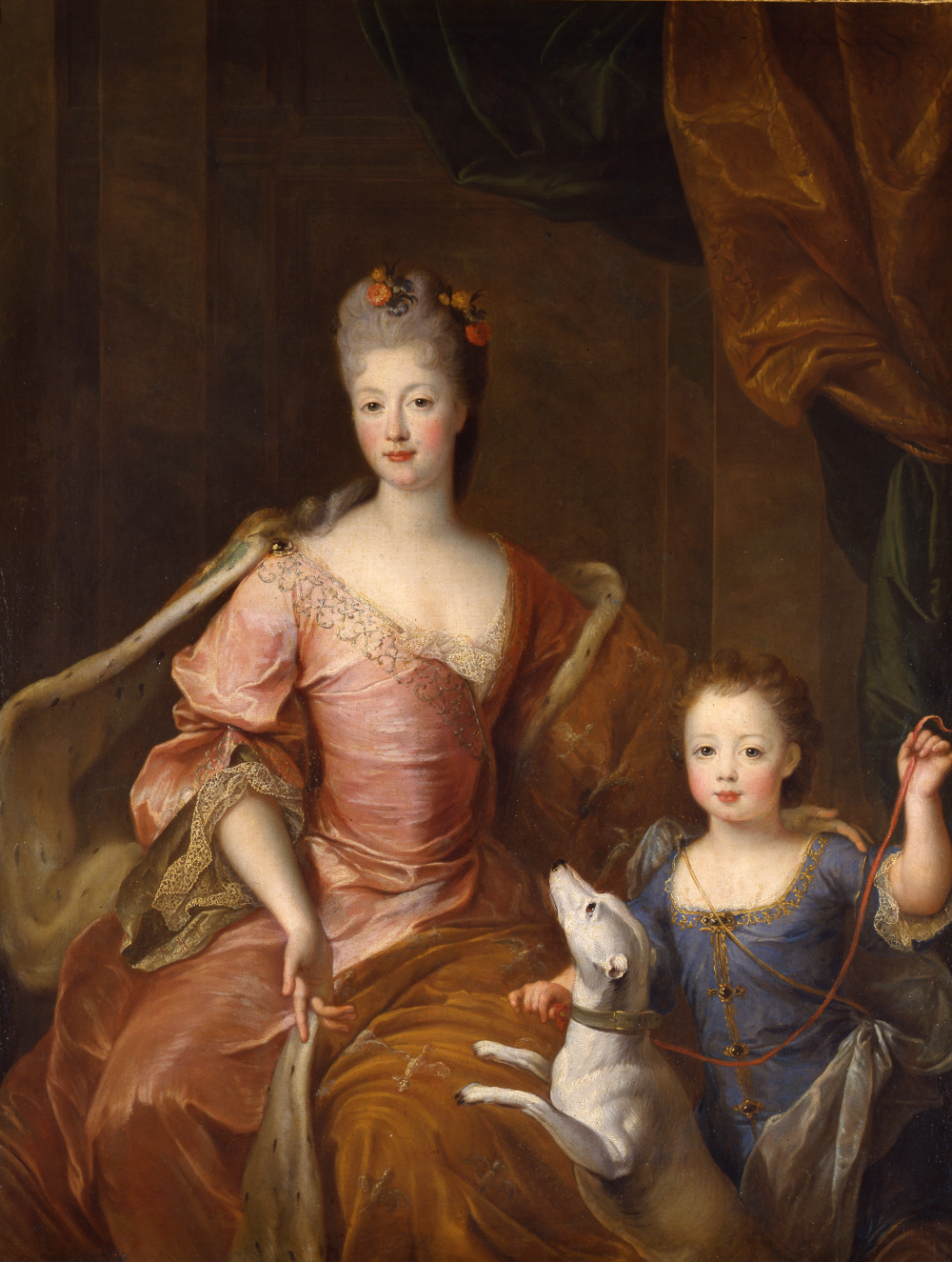
Le prince Louis, avec sa mère, par Pierre Gobert

En 1711, une vague d'épidémie de variole frappe l'Europe, elle touche d'abord la France tuant le grand dauphin (fils de Louis XIV), le 14 avril puis l'Autriche en emportant l'empereur Joseph Ier, le 17 avril. L'épidémie atteint la Lorraine, et touche les aînés du couple ducal, malgré tous les efforts, pour protéger les enfants, la princesse Élisabeth-Charlotte contracte la maladie et meurt le mai, à 10 ans 1/2. Avant de mourir, elle transmet la maladie à Louis qui en meurt le 10 mai, à l'âge de 7 ans, et à sa sœur Marie-Gabrièle qui a 9 ans, elle meurt à son tour le 11 mai. Son frère cadet, Léopold-Clément, devient héritier du trône, mais il meurt lui aussi en 1723, à 26 ans de la variole.